# Jean-Noël Augert
Jean-Noël Augert (ur. 17 sierpnia 1949 w Saint-Jean-de-Maurienne) – francuski narciarz alpejski, mistrz świata i 3-krotny zdobywca Małej Kryształowej Kuli w slalomie.

## Kariera
W zawodach Pucharu Świata zadebiutował 7 stycznia 1968 roku w Adelboden, zajmując 31. miejsce w gigancie. Pierwsze punkty zdobył 6 stycznia 1969 roku w tej samej miejscowości, wygrywając rywalizację w gigancie. W kolejnych startach jeszcze 14 razy stawał na podium: 8 lutego 1969 roku w Åre ponownie wygrał giganta, a 22 marca 1969 toku w Waterville Valley, 21 grudnia 1969 roku w Lienzu, 8 lutego 1970 roku w Val Gardena, 6 stycznia 1971 roku w Berchtesgaden, 24 stycznia 1971 roku w Kitzbühel, 30 stycznia 1971 roku w Megève, 7 lutego 1971 roku w Mürren, 14 marca 1971 roku w Åre, 16 stycznia 1972 roku w Kitzbühel, 23 stycznia 1972 roku w Wengen, 28 stycznia 1973 roku w Kitzbühel, 15 marca 1973 roku w Naeba i 23 marca 1973 roku w Heavenly Valley był najlepszy w slalomach. W klasyfikacji generalnej sezonu 1968/1969 zajął drugie miejsce, w klasyfikacji slalomu był najlepszy, a w klasyfikacji giganta zajął trzecie miejsce. Ponadto wygrywał też klasyfikację slalomu w sezonach 1970/1971 i 1971/1972, a w sezonie 1969/1970 zajął w niej trzecie miejsce.
Wystartował na mistrzostwach świata w Val Gardenie w 1970 roku, gdzie wywalczył złoty medal w slalomie. W zawodach tych wyprzedził swego rodaka, Patricka Russela i Billy’ego Kidda z USA. Na tej samej imprezie wystąpił także w gigancie, ale nie ukończył drugiego przejazdu. Na rozgrywanych dwa lata później igrzyskach olimpijskich w Sapporo zajął piątą pozycję zarówno w gigancie jak i slalomie. W slalomie po pierwszym przejeździe zajmował drugą pozycję, jednak w drugim przejeździe uzyskał dziesiąty czas, co dało mu piąty łączny wynik.
Jego kuzyni: Jean-Pierre Augert, Jean-Pierre Vidal i Vanessa Vidal także uprawiali narciarstwo alpejskie.
Był 2-krotnym mistrzem Francji w slalomie (1968 i 1970).

## Osiągnięcia

### Igrzyska olimpijskie
| Miejsce | Dzień     | Rok  | Miejscowość | Konkurencja | Czas biegu | Strata | Zwycięzca                 |
| ------- | --------- | ---- | ----------- | ----------- | ---------- | ------ | ------------------------- |
| 5.      | 10 lutego | 1972 | Sapporo     | Gigant      | 3:09,62    | +2,22  | Gustav Thöni              |
| 5.      | 13 lutego | 1972 | Sapporo     | Slalom      | 1:49,27    | +1,24  | Francisco Fernández Ochoa |

### Mistrzostwa świata
| Miejsce | Dzień     | Rok  | Miejscowość | Konkurencja | Czas biegu | Strata | Zwycięzca                 |
| ------- | --------- | ---- | ----------- | ----------- | ---------- | ------ | ------------------------- |
| 1.      | 8 lutego  | 1970 | Val Gardena | Slalom      | 1:39,47    | -      | -                         |
| DNF2    | 10 lutego | 1970 | Val Gardena | Gigant      | 4:19,19    | -      | Karl Schranz              |
| 5.      | 10 lutego | 1972 | Sapporo     | Gigant      | 3:09,62    | +2,22  | Gustav Thöni              |
| 5.      | 13 lutego | 1972 | Sapporo     | Slalom      | 1:49,27    | +1,24  | Francisco Fernández Ochoa |

### Puchar Świata

#### Miejsca w klasyfikacji generalnej
- sezon 1967/1968: -
- sezon 1968/1969: 2.
- sezon 1969/1970: 4.
- sezon 1970/1971: 4.
- sezon 1971/1972: 4.

#### Zwycięstwa w zawodach
1. Adelboden – 6 stycznia 1969 (gigant)
2. Åre – 8 lutego 1969 (gigant)
3. Waterville Valley – 22 marca 1969 (slalom)
4. Lienz – 21 grudnia 1969 (slalom)
5. Val Gardena – 8 lutego 1970 (slalom)*
6. Berchtesgaden – 6 stycznia 1971 (slalom)
7. Kitzbühel – 24 stycznia 1971 (slalom)
8. Megève – 30 stycznia 1971 (slalom)
9. Mürren – 7 lutego 1971 (slalom)
10. Åre – 14 marca 1971 (slalom)
11. Kitzbühel – 16 stycznia 1972 (slalom)
12. Wengen – 23 stycznia 1972 (slalom)
13. Kitzbühel – 28 stycznia 1973 (slalom)
14. Naeba – 15 marca 1973 (slalom)
15. Heavenly Valley – 23 marca 1973 (slalom)

* zawody w ramach mistrzostw świata

#### Pozostałe miejsca na podium
1. Åre – 9 lutego 1969 (slalom) - 2. miejsce
2. Mont-Sainte-Anne – 16 marca 1969 (slalom) - 3. miejsce
3. Val d’Isère – 11 grudnia 1969 (gigant) - 3. miejsce
4. Bad Hindelang – 4 stycznia 1970 (slalom) - 3. miejsce
5. Kitzbühel – 18 stycznia 1970 (slalom) - 3. miejsce
6. Madonna di Campiglio – 29 stycznia 1970 (gigant) - 3. miejsce
7. Madonna di Campiglio – 30 stycznia 1970 (gigant) - 3. miejsce
8. Voss – 13 marca 1970 (gigant) - 2. miejsce
9. Voss – 15 marca 1970 (slalom) - 2. miejsce
10. Val d’Isère – 17 grudnia 1970 (gigant) - 2. miejsce
11. Madonna di Campiglio – 10 stycznia 1971 (slalom) - 2. miejsce
12. Val d’Isère – 9 grudnia 1971 (gigant) - 2. miejsce
13. Sestre – 19 grudnia 1971 (slalom) - 2. miejsce
14. Banff – 19 lutego 1972 (slalom) - 2. miejsce
15. Heavenly Valley – 24 marca 1973 (gigant) - 3. miejsce